# Tim McGraw (chanson)
Pour l’article homonyme, voir Tim McGraw.
Singles de Taylor Swift
Teardrops on My Guitar
(2007)
Pistes de Taylor Swift
Picture to Burn
Tim McGraw est le premier single de la chanteuse-auteure-compositrice américaine Taylor Swift. Écrit par Swift et Liz Rose, et produit par Nathan Chapman, il est sorti le 19 juin 2006 sous le label Big Machine Records en tant que single principal de son premier album, Taylor Swift. Elle a écrit Tim McGraw pendant sa première année de lycée, sachant que son petit-ami et elle se sépareraient à la fin de l'année quand il partirait à l'université. Les paroles expriment l’espoir de Swift que son petit-ami, après son départ en écoutant la chanson, se rappelle d’elle et de leurs moments passés ensemble. Tim McGraw mélange la musique country traditionnelle et moderne.
La chanson marque la première entrée de Swift dans le US Billboard Hot 100, culminant à la 40e place, et culmine à la 6e place sur le Hot Country Songs. Le single a été certifié platine par la Recording Industry Association of America (RIAA) pour la vente de plus d’un million de copies depuis sa sortie et le vidéoclip qui accompagne Tim McGraw, réalisé par Trey Fanjoy, comprend des flashbacks de l’ex-petit-ami de Swift, coupé par des scènes montrant Swift allongé sur le lit d’un lac. Tim McGraw a été promu par Swift lors d’une tournée radio et lors de performances dans de nombreuses salles. Swift l’a interprétée lorsqu’elle assurait la première partie des tournées de différents artistes country et lors de sa première tournée en tête d’affiche, le Fearless Tour (2009-2010).

## Historique
Taylor Swift et Liz Rose ont écrit Tim McGraw pendant la première année de lycée de Swift au Hendersonville High School. L’idée lui est venue au milieu de son cours de mathématiques : «J’étais juste assise là, et j’ai commencé à fredonner cette mélodie». Elle a ensuite relié la mélodie à un moment difficile qu’elle traversait. Swift savait qu’elle et son petit-ami se séparerait à la fin de l’année quand il partirait à l’université et a écrit la chanson afin de gérer les émotions difficiles qu’elle éprouvait. Rose a expliqué que Swift était arrivé «avec l’idée et la mélodie, sachant exactement ce qu’elle voulait». Elle souhaitait faire ressortir à travers cette chanson son désarroi face à la douceur d’aimer et la tristesse de perdre quelqu’un. Les paroles expriment l’espoir de Swift que son petit-ami, après son départ en écoutant la chanson, se rappelle d’elle et de leurs moments passés ensemble. «A sa grande surprise, la première chose qui lui vint à l’esprit fut son amour pour la musique de Tim McGraw». Plusieurs détails personnels sont listés dans la chanson. La mention de McGraw est une référence à la chanson préférée de Swift Can’t Tell Me Nothin de son album de 2004 Live Like You Were Dying, plutôt qu’à l’artiste lui-même. Le processus d’écriture a pris une vingtaine de minutes, avec l’aide d’un piano.
Peu après, Scott Borchetta, PDG de Big Machine Records, a fait signer Swift avec son nouveau label. Tôt dans la production de l’album, dans une réunion où Borchetta et Swift discutaient de chansons potentielles pour son premier album, elle a interprété Tim McGraw pour Borchetta sur un ukulélé. D’après Swift, dès qu’il a eu fini d’écouter la chanson, il s’est tourné vers elle et lui a dit «C’est ton premier single». Ce à quoi elle a répondu  «Très bien. On fait comme ça». Avant cela, Swift ne croyait pas que la chanson avait le potentiel de devenir un single, cependant elle a suivi ce que les cadres du label lui disaient et a accepté leurs arguments. Swift a placé Tim McGraw comme première piste sur Taylor Swift à cause de son importance à ses yeux. La chanson est finalement sortie en tant que CD single le 19 juin 2006. Rétrospectivement, Swift a déclaré que la chanson «est évocatrice, et t'amène à penser à une relation que tu as eu et que tu as perdu. Je pense que l’une des émotions humaines les plus fortes est ce qui aurait dû être mais n’a pas été… C’était une très bonne chanson pour démarrer, parce que beaucoup de personnes peuvent s'identifier au fait de vouloir quelque chose qu’ils ne peuvent pas avoir». Quand l’ex-petit-ami de Swift a découvert la chanson, il a trouvé ça cool et il a conservé son amitié avec Swift malgré leur rupture.

## Composition
Tim McGraw est une chanson country d’une durée de 3 minutes et 52 secondes. La chanson mélange des caractéristiques de musique country moderne et traditionnelle, principalement grâce à l’usage d’une guitare à 12 cordes. Elle est catégorisée en ballade à rythme modéré. Écrite en Do majeur, la chanson fait un usage intensif de la suite d’accords I-vi-IV-V (Do majeur - La mineur - Fa majeur - Sol majeur). Comme cette suite d’accords est associée au doo-wop et aux chansons rock’n roll de la fin des années 50 et du début des années 60, Tim McGraw a un air nostalgique.
Le refrain de la chanson est basé sur un motif et chacun d’entre eux est construit dans un petit intervalle de hauteur. Cela, ajouté au fait que le refrain est basé sur la répétition du motif initial, donne à la chanson un air entraînant qui donne envie à l’audience de chanter en chœur. De plus, le refrain, et dans une certaine mesure les couplets, utilise beaucoup de syncopes en double croche, ce qui donne à la chanson une production qui rappelle des genres non-country, tels que le rock alternatif et le hip-hop. Ces techniques mélodiques ont posé les bases des chansons ultérieures de Swift, connu pour ses mélodies entraînantes qui ont défini son catalogue pour la décennie suivante.
La chanson rappelle affectueusement un ex petit ami, et dirige les paroles dans sa direction, plutôt qu’au chanteur de country Tim McGraw. Elle utilise la musique de McGraw comme marqueur dans la chronologie de leur relation «Quand tu penses Tim McGraw, j’espère que tu penses à ma chanson préférée». Sean Dooley de About.com a déclaré «La musique a le pouvoir d’évoquer des souvenirs, et c’est une vieille chanson de Tim McGraw qui active ses souvenirs heureux». La référence de McGraw est l’un des différents éléments utilisés, parmi d’autres, tels qu’une petite robe noire.

## Réception critique
La chanson a été acclamée par la critique. Rob Sheffield du magazine Blender a décrit la piste comme une pépite qui frappe fort. Sean Dooley de About.com a complimenté la prestation vocale de Swift, la qualifiant de “tendre et émotionnelle”. Jonathan Keefe du magazine Slant a déclaré que Tim McGraw a suivi “des conventions narratives ayant fait leurs preuves et [...] grosses accroches pop. Jeff Tamarkin de Allmusic a dit que la chanson démontre que Swift a “un talent à ne pas négliger”, de par sa prestation vocale qui, selon lui, équivaut celle d’un professionnel expérimenté. Il a sélectionné Tim McGraw comme point fort de l’album Taylor Swift pour son hommage à Tim McGraw, commentant “C’est une technique qui a été utilisé de nombreuses fois et de différentes manières [...], pourtant ici ça marche et parvient même à ressortir comme une idée originale”.
Rick Bell du Country Standard Time a déclaré, “C’est un début impressionnant qui, pendant qu’elle se morfond sur un amour perdu et Tim McGraw, aura probablement d’autres chantant les louanges de Taylor Swift”. Roger Holland de PopMatters a salué la chanson, commentant qu’elle était “assez bonne pour rappeler certains des meilleurs singles country des dernières années”, tels que Me and Emily de Rachel Proctor et Break Down Here de Julie Robert. Il a complimenté les capacités vocales de Swift, en disant que la chanson était exécutée quasi parfaitement, quelque chose qu’elle n’était pas parvenu à accomplir sur tout l’album. Cependant, Holland répugnait le titre de la chanson. En 2007, Tim McGraw, a été listé en tant que chanson gagnante par Broadcast Music Incorporated (BMI).
En 2020, Rolling Stone a classé Tim McGraw numéro 11 sur sa liste des 100 meilleurs premiers singles de tous les temps, la plaçant seconde parmi les artistes féminines. Le magazine a déclaré : “Avec sa première chanson, Swift a immédiatement montré à ses pairs de Nashville qu’elle pourrait battre n’importe lequel d’entre eux à leurs propres jeux, réussissant haut la main le genre classique de musique country nostalgique”.

## Classements
| Chart (2006-2007)            | position |
| ---------------------------- | -------- |
| Canada Country Songs         | 10       |
| États-Unis Billboard Hot 100 | 40       |
| États-Unis Hot Country Songs | 6        |
| États-Unis Pop 100           | 69       |

| Classement (2007)            | Meilleure position |
| ---------------------------- | ------------------ |
| États-Unis Hot Country Songs | 59                 |